# Sady Dolne

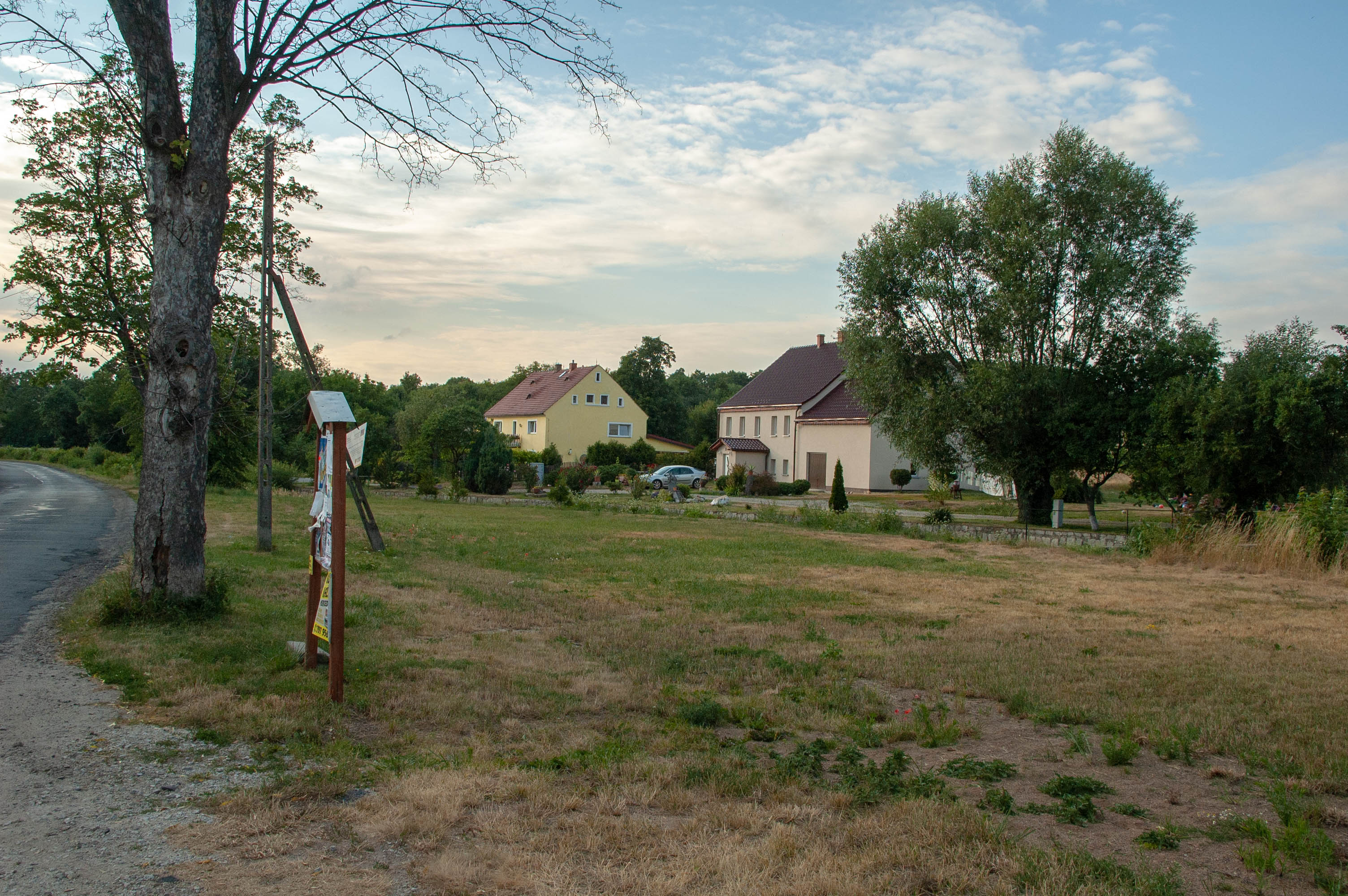
Sady Dolne

Sady Dolne (niem. Nieder Baumgarten) – wieś w Polsce położona w województwie dolnośląskim, w powiecie jaworskim, w gminie Bolków.

## Położenie
Wieś jest położona na Pogórzu Bolkowskim, przepływa przez nią potok Sadówka (niem. Schnelle Eibe lub Baumgartner Wasser).

## Podział administracyjny
W latach 1975–1998 miejscowość administracyjnie należała do województwa jeleniogórskiego.

## Historia
W latach 1495–1727 (względnie 1827) właścicielami Sadów Dolnych i Górnych była rodzina Tschirnhaus.
W dniach 7 i 8 maja 1945 r. zaczyna masowo uciekać ludność Sadów Dolnych i Górnych. Docierają oni przez Stare Bogaczowice i Gostków do Trutnova w Czechach, gdzie zostają zawróceni i zmuszeni do powrotu przez Armię Czerwoną.
W wyniku ustaleń konferencji poczdamskiej rozpoczęły się transfery ludności niemieckiej. Ludność Sadów Dolnych została osiedlona w Velbert i Wülfrath w Nadrenii.

## Kalendarium
- 14 kwietnia 1263 – pierwsza wzmianka o wsi, w dokumencie opata klasztoru w Henrykowie, który daruje Bolesławowi Łysemu dług w zamian za wieś
- 1885, 1903 i 1999 – potok Sadówka wylewa

## Zabytki
Do wojewódzkiego rejestru zabytków wpisane są obiekty:
- zespół pałacowy, z XVIII-XIX wieku:
  - pałac
  - park pałacowy.

## Stowarzyszenia i związki
- Ochotnicza Straż Pożarna w Sadach Dolnych

## Szlaki turystyczne
- niebieski – Szlakiem Zamków prowadzący z Bolkowa do Bolkowa przez wsie: Świny, Wolbromek, Sady Dolne, Sady Górne, Nagórnik, Półwsie, Wierzchosławice.